# LG Chem
LG Chem (кор. LG화학) — крупнейшая химическая компания Южной Кореи. Входит в состав чеболя LG Group, крупнейшим акционером является LG Corporation (33,34 %).
У компании 8 производственных площадок в Южной Корее, 14 заводов в других странах (12 из них — в странах Азии, 1 — в Польше и 1 в США), 10 маркетинговых подразделений, 5 представительств (включая офис в Москве) и 2 центра исследований и разработок.
В списке крупнейших компаний мира Forbes Global 2000 за 2022 год заняла 332-е место.

## История
Старейший предшественник компании был основан в 1947 году Ку Инхве (Koo In-hwoi) в Сеуле; он назывался Lucky Chemical Company, его первой продукцией был крем для лица. В 1952 году Lucky Chemical первой в Корее начала выпуск изделий из пластмассы. В 1954 году начался выпуск первой кремообразная зубная паста под названием Lucky; она пользовалась такой популярностью в Южной Корее, что впоследствии любую зубную пасту здесь стали называть Lucky. В 1956 году компания первой в Корее начала выпуск ПВХ-труб.
В 1958 году для выпуска бытовых электроприборов была создана компания Goldstar Company, её первой продукцией были фены, в 1959 году она начала выпуск первых в Корее радиоприёмников, в 1965 году — холодильников, в 1966 году — телевизоров.
В 1966 году Lucky Chemical создала совместное предприятие с американской компанией Continental Carbon по производству технического углерода (сажи, основного сырья при производстве резины). В 1967 году совместно с Caltex был построен нефтеперерабатывающий завод Honam Oil Refinery.
В 1969 году со смертью основателя руководство обеими компаниями (Lucky Chemical и Goldstar) перешло к его старшему сыну Ку Джагёну. В этом же году акции Lucky Chemical были размещены на Корейской фондовой бирже. Под покровительством президента Республики Корея Пак Чон Хи компании начали быстро расти, к 1979 году было создано 20 новых дочерних компаний в таких отраслях, как текстильная промышленность, нефтехимия и электроника. В 1983 году компании были объединены в группу Lucky-Goldstar. В 1982 году начало работу первое зарубежное предприятие группы — завод по производству телевизоров в Алабаме. В 1990 году начал работу нефтехимический комплекс в Йосу (крупнейший в стране). В 1994 году был построен завод по производству ПВХ в Тяньцзине (КНР).
В 1994 году Goldstar была переименована в LG Electronics, а в 1995 году Ку Джагён решил объединить все существовавшие бренды (Lucky, Goldstar и т. д.) под единым названием LG, поскольку старое имя компании не соответствовало её стратегии по завоеванию мирового рынка. В результате компания Lucky стала называться LG Chem. Также в 1995 году был куплен американский производитель телевизоров Zenith и начался выпуск первых в мире цифровых мобильных телефонов. В 1996 году была куплена компания Hindustan Polymer, крупнейший в Индии производитель полистирола. В 1998 году было завершено строительство завода по производству аккумуляторов в Чхонджу. В 1999 году было создано совместное предприятие с Philips по производству ЖК-дисплеев, названное LG Display. Также в 1999 году компания начала массовое производство литий-ионных аккумуляторов.
В 2001 году LG Chem разделилась на три независимых компании в соответствии с направлениями бизнеса: LGCI, LG Chem, LG Household & Healthcare.. В 2004 году в Китае была создана инвестиционная компания LG Chem Investment Co., Ltd.
В 2005 году совместно с МГУ им. Ломоносова была открыта лаборатория для современных исследований в области технологий, инноваций и науки.
В 2009 году была отделена компания LG Housys, занимающаяся производством промышленных материалов. В 2010 году в штате Мичиган было запущено производство аккумуляторов для электромобилей. В 2014 году была приобретена компания по производству фильтров для очистки воды NanoH2O. В 2016 году была приобретена компания по производству удобрений, семян и средств защиты растений FarmHannong. В 2017 году была поглощена компания LG Life Sciences (фармацевтика).

## Деятельность
Основные подразделения по состоянию на 2021 год:
- Нефтехимия — АБС-пластик, полиэтилен, полипропилен, поливинилхлорид, акрил, синтетическая резина, спирты и др.; выручка 20,8 трлн вон.
- Энергетические решения — аккумуляторы для портативных устройств, электромобилей, выручка 17,8 трлн вон.
- Прогрессивные материалы — автомобильные комплектующие, материалы для ЖК-дисплеев и аккумуляторов, органические светодиоды; выручка 4,8 трлн вон.
- Фармацевтика — гормоны роста, вакцины, противодиабетические препараты; выручка 760 млрд вон.
- Прочее — агрохимия (пестициды, удобрения, семена) и другая деятельность; выручка 855 млрд вон.

На 2021 год в группу LG Chem входило 56 дочерних компаний и совместных предприятий в таких странах: Республика Корея, КНР, США, Индия, Тайвань, Турция, Польша, Германия, Япония, Таиланд, Вьетнам, Сингапур, Малайзия, Индонезия, Австралия, Бразилия, Мексика.
Выручка за 2021 год составила 42,65 трлн южнокорейских вон ($36 млрд), из них 10,16 трлн вон пришлось на Республику Корея, 12,13 трлн — на Китай, 5,18 трлн — на остальную Азию, 10,35 трлн — на Европу, 4,31 трлн — на Америку.